# Cot Manggeu
Cot Manggeu är ett berg i Indonesien.   Det ligger i provinsen Aceh, i den västra delen av landet, 1 700 km nordväst om huvudstaden Jakarta. Toppen på Cot Manggeu är 889 meter över havet.
Terrängen runt Cot Manggeu är huvudsakligen kuperad, men norrut är den bergig. Terrängen runt Cot Manggeu sluttar söderut.Runt Cot Manggeu är det mycket glesbefolkat, med 4 invånare per kvadratkilometer. I omgivningarna runt Cot Manggeu växer i huvudsak städsegrön lövskog.